# 8. Division (Japanisches Kaiserreich)
Die 8. Division (jap. 第8師団, Dai-hachi Shidan) war eine Division des Kaiserlich Japanischen Heeres, die von 1898 bis 1945 bestand. Ihr Tsūshōgō-Code (militärischer Tarnname) war Zeder-division (杉兵団, Sugi-heidan) oder 4700 bzw. 4732.

## Allgemeine Daten
Die 8. Division war die zweite neu gegründete Division, nachdem 1888 auf Empfehlung des preußischen Militärberaters Jakob Meckel die ersten Divisionen des Kaiserlich Japanischen Heeres aus den seit 1871 bestehenden sechs regionalen Kommandos gebildet worden waren. Zuständig für Hirosaki lag das Hauptquartier der ca. 15.000 Mann starken Division in der Präfektur Aomori.

## Geschichte der Einheit
Am 1. Oktober 1998 wurde sie als Karree-Division aus der 4. Brigade (5. und 31. Infanterie-Regiment) und 16. Brigade (17. und 32. Infanterie-Regiment), dem 8. Kavallerie-Regiment und dem 8. Gebirgsartillerie-Regiment aufgestellt.
Soldaten der 8. Division erlangten traurige Berühmtheit, als zwei Kompanien des 2. Bataillons, 5. Infanterie-Regiment, an einer Winterübung in Erwartung des Russisch-Japanischen Krieges teilnahmen. Von 210 an der Übung teilnehmenden Soldaten starben 190 während eines Schneesturms und die Geschehnisse gingen als Hakkōda-Berg-Vorfall in die Geschichte ein.
Während des Russisch-Japanischen Krieges 1904–1905 unterstand die Division der 2. Armee unter dem Kommando von Generalleutnant Tatsumi Naofumi. Dort traf sie im Januar 1905 ein und nahm an den Schlachten von Sandepu und Mukden teil.
Von 1918 bis 1922 war die 8. Division an der Sibirischen Intervention beteiligt. Sie war Teil der Entente-Mächte, die die Weiße Armee im Russischen Bürgerkrieg gegen die bolschewistische Rote Armee unterstützten. Im Zuge der Operation wurden alle Häfen und größeren Städte in der russischen Provinz Primorje und Ostsibirien besetzt. Angesichts des Rückzuges ihrer Alliierten und der hohen Kosten zogen sich die japanischen Soldaten im Oktober 1922 ebenfalls zurück.
1931 nahmen Teile der Division an der Invasion der Mandschurei teil. 1937 erfolgte die Umwandlung in eine Triangulare Division mit drei Infanterie-Regimentern, in dessen Zuge das 32. Infanterie-Regiment an die neuaufgestellte 24. Division abgegeben wurde.
Im Zweiten Weltkrieg war sie auf den Philippinen stationiert und nahm unter anderem an der Schlacht um Manila teil.

## Gliederung

### 1898
- 4. Brigade
  - 5. Infanterie-Regiment
  - 31. Infanterie-Regiment
- 16. Brigade
  - 17. Infanterie-Regiment
  - 32. Infanterie-Regiment
- 8. Kavallerie-Regiment
- 8. Gebirgsartillerie-Regiment

### 1939
Im Februar 1939 erfolgte die Umstellung als Triangulare Typ B „Standard“ Division wie folgt:
- Stab (312 Mann)
  - Stab 8. Infanterie-Brigade (86 Mann)
    - 5. Infanterie-Regiment (4487 Mann)
    - 17. Infanterie-Regiment (4487 Mann)
    - 31. Infanterie-Regiment (4487 Mann)

  - 8. Aufklärungs-Regiment
    - Stab (140 Mann)
    - Beritten (141 Mann)
    - 7 × Typ-92-Tanketten (52 Mann)
    - 1. motorisierte Kompanie (ca. 168 Mann)
    - 2. motorisierte Kompanie (ca. 168 Mann)
    - Versorgungs-Kompanie (105 Mann)

  - Stab 8. Artillerie-Gruppe (164 Mann)
    - 8. Gebirgsartillerie-Regiment (3254 Mann)
      - 1. Bataillon, Feldgeschütze (12 × 75-mm-Geschütze)
      - 2. Bataillon, Haubitzen (12 × 105-mm-Haubitzen)
      - 3. Bataillon, Haubitzen (12 × 105-mm-Haubitzen)
      - 4. Bataillon, Schwere Haubitzen (12 × 150-mm-Haubitzen)
      - Artillerie-Instandsetzung (164 Mann)

  - 8. Pionier-Regiment (898 Mann)
  - 8. Signal/Fernmelde-Einheit (232)
  - 8. Transport-Regiment (1801 Mann)
  - 8. Versorgungs-Kompanie (108 Mann)
  - 8. Sanitäts-Einheit (1068 Mann)
  - 8. Feldhospital (3 × 278 Mann)
  - 8. Wasserversorgungs- und -aufbereitungs-Einheit (226 Mann)
  - 8. Veterinär-Hospital (117 Mann)

Gesamtstärke: 23.891 Mann

## Führung
Divisionskommandeure
- Tatsumi Naofumi, Generalleutnant: 1. Oktober 1898 bis 6. Juli 1906
- Watanabe Sekusho, Generalleutnant: 6. Juli 1906 bis 21. Dezember 1908
- Yamanatake Akira, Generalleutnant: 21. Dezember 1908 bis 14. Februar 1912
- Koizumi Shoho, Generalleutnant: 14. Februar 1912 bis 11. Mai 1914
- Oi Shigemoto, Generalleutnant: 11. Mai 1914 bis 2. Juli 1918
- Shirai Jiro, Generalleutnant: 2. Juli 1918 bis 20. Juli 1921
- Jutaro Shigetaro, Generalleutnant 20. Juli 1921 bis 4. Februar 1924
- Takashi Hishikari, Generalleutnant: 4. Februar 1924 bis 26. August 1927
- Jinzaburō Mazaki, Generalleutnant: 26. August 1927 bis 1. Juli 1929
- Miyoshi Ichi, Generalleutnant: 1. Juli 1929 bis 1. August 1931
- Nishi Giichi Yoshikazu, Generalleutnant: 1. August 1931 bis 5. März 1934
- Nakamura Kotaro, Generalleutnant: 5. März 1934 bis 2. Dezember 1935
- Wataru Shimomoto, Generalleutnant: 2. Dezember 1935 bis 2. August 1937
- Toshitame Maeda, Generalleutnant: 2. August 1937 bis 10. Dezember 1938
- Tsukada Osamu, Generalleutnant: 10. Dezember 1938 bis 28. Oktober 1940
- Honda Masaki, Generalleutnant: 28. Oktober 1940 bis 26. Juni 1942
- Shizuo Yokoyama, Generalleutnant: 26. Juni 1942 – September 1945